# Ziqiu (köpinghuvudort i Kina, Hubei Sheng, lat 30,44, long 110,68)
Ziqiu (kinesiska: 资丘, 资丘镇) är en köpinghuvudort i Kina. Den ligger i provinsen Hubei, i den centrala delen av landet, omkring 350 kilometer väster om provinshuvudstaden Wuhan. Antalet invånare är 37 651. Befolkningen består av 17 631 kvinnor och 20 020 män. Barn under 15 år utgör 10,0 %, vuxna 15-64 år 78 %, och äldre över 65 år 11,0 %.
Runt Ziqiu är det ganska tätbefolkat, med 108 invånare per kvadratkilometer. Ziqiu är det största samhället i trakten. I omgivningarna runt Ziqiu växer i huvudsak blandskog.
Genomsnittlig årsnederbörd är 1 631 millimeter. Den regnigaste månaden är september, med i genomsnitt 258 mm nederbörd, och den torraste är december, med 20 mm nederbörd.